# Laura Vietzen
Laura Vietzen (* 23. Juni 1991 in Hamburg) ist eine deutsche Schauspielerin.

## Leben
Laura Vietzen nahm während ihrer Schulzeit in der Gesamtschule Niendorf vier Jahre Flamenco-Unterricht und trat bei den Dschungel-Nächten im Tierpark Hagenbeck auf. Danach besuchte sie zwei Jahre den Jazz-Dance-Kurs bei „OnStage“ und trat im „St.-Pauli-Theater“ sowie im „Grünspan“ auf. In der Schulband der Gesamtschule Niendorf war sie vier Jahre lang Lead-Sängerin. Sie machte 2007 ihren Abschluss. Seitdem besuchte sie die Heinrich-Hertz-Schule in Hamburg und war in der dortigen Theater AG aktiv. 2007 drehte sie die Rolle der Steffi im Kinofilm Sommer. Es folgten Auftritte in verschiedenen Fernsehserien.

## Filmografie
- 2008: Sommer
- 2009: Das Wartezimmer (Fernsehserie, Folge Aktionswoche)
- 2011: Die Pfefferkörner (Fernsehserie, Folge Käufliche Intelligenz)
- 2011: Großstadtrevier (Fernsehserie, Folge Vertauscht)
- 2011: Heiter bis tödlich: Nordisch herb (Fernsehserie, Folge Ruhe sanft)
- 2012: Bella Block: Der Fahrgast und das Mädchen
- 2012: Cloud Atlas
- 2012: Allerleirauh (Filmreihe Sechs auf einen Streich)
- 2013: Dina Foxx 2
- 2016–2018: Schloss Einstein (Fernsehserie, durchgehende Rolle)
- 2018: SOKO Wismar (Fernsehserie, Folge Tod eines Lebensretters)